# Franklin River (Tasmanie)

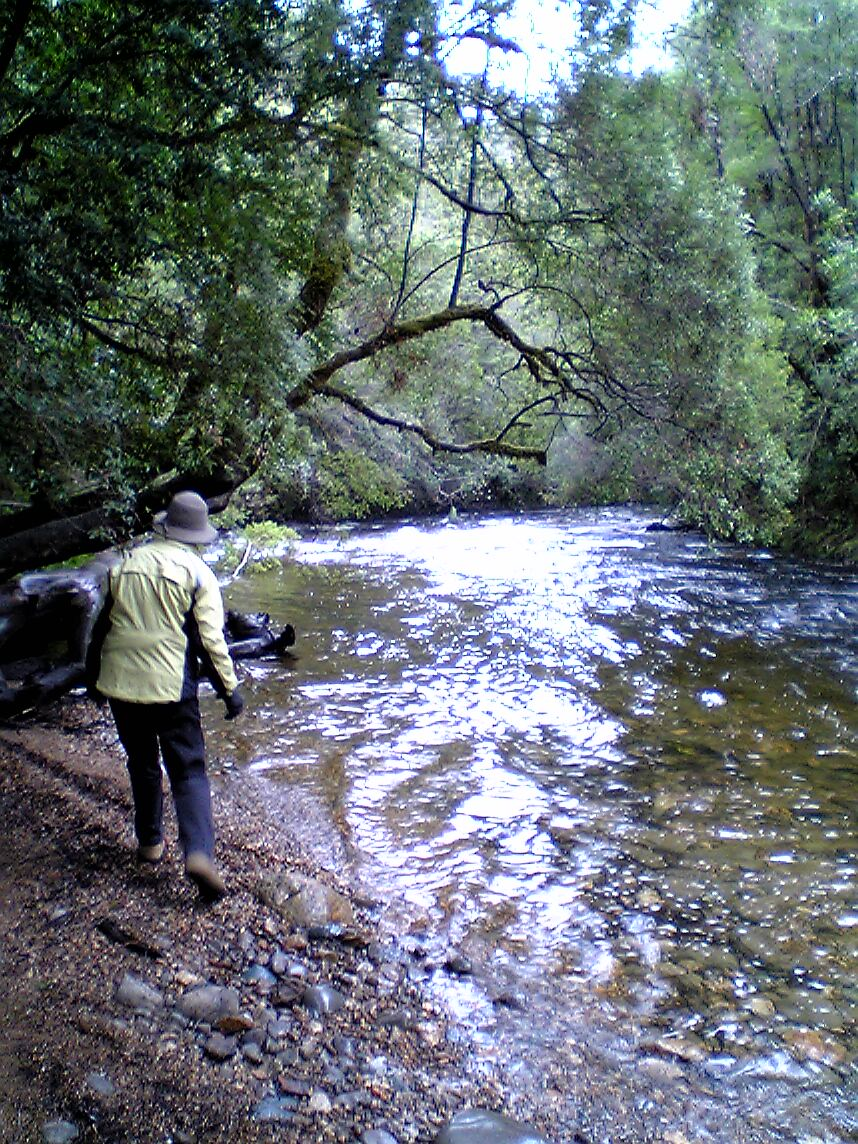
La Franklin River près de la Lyell Highway

La rivière Franklin est un cours d'eau australien qui se trouve en partie dans le parc national des Franklin-Gordon Wild Rivers au nord de la zone de nature sauvage de Tasmanie classée au patrimoine mondial de l'UNESCO. Sa source est située à l'extrémité ouest du plateau central et se dirige vers la côte ouest de la Tasmanie pour se jeter dans la Gordon River. Elle porte le nom d'un ancien gouverneur de cet État, Sir John Franklin, qui mourut plus tard lors de la recherche du passage du Nord-Ouest au nord du Canada.

## Description
Bien que la Lyell Highway traverse la région, le bassin versant de la rivière n'a jamais eu de peuplement européen important. On y trouve par contre des sites archéologiques pré-européenne.